# Бакеєвська сільська рада
Баке́євська сільська рада (рос. Бакеевский сельский совет) — муніципальне утворення у складі Стерлібашевського району Башкортостану, Росія. Адміністративний центр — село Бакеєво.

## Населення
Населення — 534 особи (2019, 642 в 2010, 851 в 2002).

## Склад
До складу поселення входять такі населені пункти:
| Населений пункт          | Населення, осіб (2002) | Населення, осіб (2010) |
| ------------------------ | ---------------------- | ---------------------- |
| Бакеєво, село            | 662                    | 507                    |
| Борисовка, присілок      | 42                     | 35                     |
| Нижні Карамали, присілок | 40                     | 29                     |
| Новоніколаєвка, присілок | 107                    | 71                     |